# Fluctuație cuantică

Vizualizare 3D a fluctuațiilor cuantice ale vidului QCD

În fizica cuantică, o fluctuație cuantică (sau fluctuația stării vidului sau fluctuația vidului) este o schimbare temporară aleatorie a cantității de energie într-un punct din spațiu, așa cum reiese din principiul incertitudinii al lui Werner Heisenberg. Sunt mici fluctuații aleatori ale valorilor câmpurilor care reprezintă particule elementare, cum ar fi câmpurile electrice și magnetice care reprezintă forța electromagnetică mediată de fotoni, câmpurile W și Z care poartă forța slabă și câmpurile de gluoni care intermediază interacțiunile tari.
Fluctuațiile de vid apar ca particule virtuale, care sunt întotdeauna create în perechi particulă-antiparticulă. Deoarece sunt create spontan fără o sursă de energie, se poate spune că fluctuațiile de vid și particulele virtuale încalcă legea conservarea energiei. Acest lucru este permis teoretic, deoarece particulele se anihilează reciproc într-un termen determinat de principiul incertitudinii, astfel încât să nu fie direct observabile. 
Principiul incertitudinii afirmă că incertitudinea măsurării energiei și timpului poate fi exprimată de formula  {\displaystyle \Delta E\,\Delta t\geq {\tfrac {1}{2}}\hbar ~}, în care ħ ≈ 5,27286×10−35 Js. Aceasta înseamnă că perechile de particule virtuale cu energie {\displaystyle \Delta E} și durata de viață mai scurtă decât {\displaystyle \Delta t} sunt create și anihilate continuu în spațiul gol. Deși particulele nu sunt direct detectabile, efectele cumulative ale acestor particule sunt măsurabile. De exemplu, fără fluctuații cuantice, masa „goală” și sarcina particulelor elementare ar fi infinite; din teoria renormalizării, efectul de protecție al norului de particule virtuale este responsabil pentru masa finită și sarcina particulelor elementare. O altă consecință este efectul Casimir. Una dintre primele observații care a demonstrat fluctuațiile vidului a fost efectul Lamb asupra atomului de hidrogen. În iulie 2020, oamenii de știință au raportat că, pentru prima dată, au măsurat că fluctuațiile cuantice de vid pot influența mișcarea obiectelor macroscopice la scară umană prin măsurarea corelațiilor sub limita cuantică standard dintre incertitudinea poziției/impulsului oglinzilor LIGO și numărul de fotoni/incertitudinea de fază a luminii pe care o reflectă.

## Fluctuații de câmp
În teoria cuantică a câmpurilor, câmpurile suferă fluctuații cuantice. Se poate face o distincție destul de clară între fluctuațiile cuantice și fluctuațiile termice  ale unui câmp cuantic (cel puțin pentru un câmp liber; în cazul câmpurilor interacționale, renormalizarea complică substanțial lucrurile). O ilustrare a acestei distincții poate fi văzută luând în considerare câmpurile cuantice și clasice Klein-Gordon: pentru câmpul cuantizat Klein-Gordon în starea de vid, se poate calcula densitatea probabilității prin care putem observa o configurație {\displaystyle {\displaystyle \varphi _{t}(x)}} la un moment t, în ceea ce privește transformata Fourier {\displaystyle {\displaystyle {\tilde {\varphi }}_{t}(k)}}, a fi
{\displaystyle \rho _{0}[\varphi _{t}]=\exp {\left[-{\frac {1}{\hbar }}\int {\frac {d^{3}k}{(2\pi )^{3}}}{\tilde {\varphi }}_{t}^{*}(k){\sqrt {|k|^{2}+m^{2}}}\;{\tilde {\varphi }}_{t}(k)\right]}~.}
În contrast, pentru câmpul clasic Klein-Gordon la temperatură diferită de zero, densitatea probabilității Gibbs pentru  care am observa o configurație {\displaystyle {\displaystyle \varphi _{t}(x)}} la un moment dat {\displaystyle t} este
{\displaystyle \rho _{E}[\varphi _{t}]=\exp {[-H[\varphi _{t}]/k_{\mathrm {B} }T]}=\exp {\left[-{\frac {1}{k_{\mathrm {B} }T}}\int {\frac {d^{3}k}{(2\pi )^{3}}}{\tilde {\varphi }}_{t}^{*}(k){\scriptstyle {\frac {1}{2}}}(|k|^{2}+m^{2})\;{\tilde {\varphi }}_{t}(k)\right]}~.}
Aceste distribuții de probabilitate arată că este posibilă orice configurație posibilă a câmpului, cu amplitudinea fluctuațiilor cuantice controlată de constanta lui Planck {\displaystyle \hbar }, la fel cum amplitudinea fluctuațiilor termice este controlată de {\displaystyle k_{\mathrm {B} }T}, unde k B reprezintă constanta lui Boltzmann. 
De remarcat că următoarele trei puncte sunt strâns legate între ele:
1. Constanta lui Planck are unități de acțiune (juli-secundă) în loc de unități de energie (juli),
2. nucleul cuantic este {\displaystyle {\sqrt {|k|^{2}+m^{2}\,}}\,} în loc de {\displaystyle {\scriptstyle {\frac {1}{2}}}(|k|^{2}+m^{2})} (nucleul cuantic nu este local din punct de vedere clasic al nucleului de căldură, dar este local în sensul că nu permite transmiterea semnalelor),
3. starea cuantică de vid este o covarianță Lorentz (deși nu este evident în cele de mai sus), în timp ce starea termică clasică nu este (dinamica clasică este o covarianță Lorentz, dar densitatea probabilității Gibbs nu este o condiție inițială de covarianță Lorentz).

Efectele cuantice care sunt doar consecințe ale fluctuațiilor cuantice, nu ale fineții incompatibilității măsurătorilor, pot fi, alternativ, modele ale câmpurilor aleatorii continue clasice.